# Eine Verhaftung
Eine Verhaftung, auch Des Kindsmords verdächtigt, ist der Titel eines Genrebildes des Malers Christian Ludwig Bokelmann aus dem Jahr 1881. Im erzählerischen Stil der Düsseldorfer Malerschule zeigt es im Milieu einfacher Leute die Verhaftung einer Frau, die des Kindsmords verdächtigt ist, durch einen preußischen Gendarmen.

## Beschreibung und Bedeutung
An einem grauen Herbsttag erscheint ein preußischer Gendarm in einem ärmlichen rheinischen Vorstadt-Gehöft, um eine Frau zu verhaften, die des Kindsmords verdächtigt ist. Offenbar hat sich die polizeiliche Maßnahme in der Nachbarschaft schon herumgesprochen, denn einige Männer, viele Frauen und ihre Kinder stehen in Gruppen umher, um das Geschehen neugierig zu beobachten. Die figurenreiche Szene spielt im Innenhof eines Gehöfts, den die Kunsthistorikerin Irene Markowitz als den Düpkeshof in Düsseldorf-Flingern identifiziert hat.
Als Repräsentant der preußischen Staatsgewalt trägt der Gendarm, der in eine schwarze Uniform gekleidet ist, eine Pickelhaube. Mit einer Geste seiner rechten Hand, die ein weißer Handschuh bedeckt, fordert er die Gesuchte auf, aus dem Haus hervorzutreten. In den Gesichtern und Haltungen der Umstehenden spiegeln sich die Gefühlsregungen und Haltungen zum Geschehen. Sie reichen vom Ausdruck schlichter Neugier bis zum grauenvollen Entsetzen über den Tatvorwurf und zur Anteilnahme über das Schicksal der Verdächtigten und des getöteten Kindes. Am rechten Bildrand lässt sich ein Herr mit Zylinder die Angelegenheit durch einen Anwohner erklären. Allein die Kinder werden in einer Bandbreite von Verhaltensformen gezeigt, die darauf schließen lassen, dass sie das Geschehen kaum begreifen und nur ihren spielerischen Interessen folgen. Beispielhaft dafür hat der Maler ein auf sein Spielzeug konzentriertes Mädchen in das Bildzentrum gestellt, dessen Mutter im Begriff ist, es schützend an sich zu ziehen.
Auf den zweiten Blick ist im Dunkeln einer schäbigen Schmiede links ein Mann zu sehen, der das weinende Gesicht mit seiner Hand bedeckt. Was er mit dem dargestellten Geschehen oder einer etwaigen Vorgeschichte zu tun hat, ist der Deutung und Fantasie des Betrachters überlassen.

## Entstehung und Rezeption

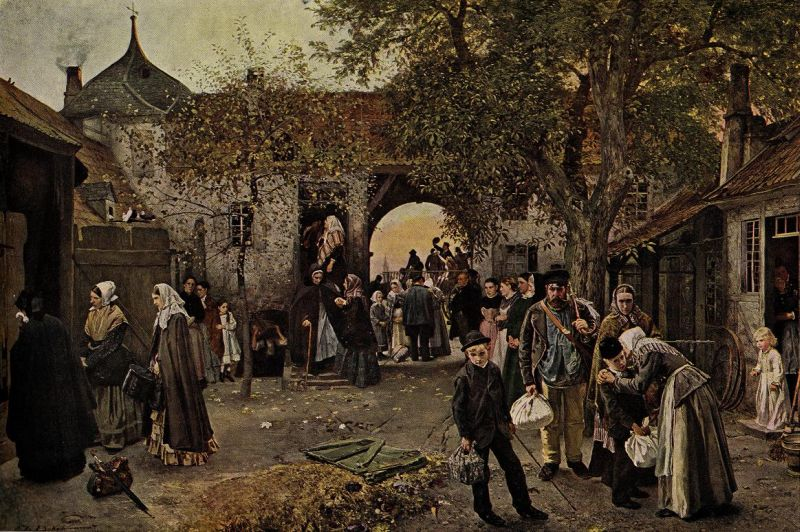
Abschied der Auswanderer, 1882

Der Genremaler Christian Ludwig Bokelmann schuf das Gemälde 1881 auf der Grundlage von Vorarbeiten und Detailstudien. In der Tradition der Düsseldorfer Malerschule, insbesondere in der Nachfolge seiner Lehrer Ludwig Knaus und Wilhelm Sohn, stellte Bokelmann seine Figuren in einer psychologisierenden Bandbreite menschlichen Verhaltens und in ethnografisch korrektem Detailrealismus dar, um den erzählerischen Gehalt seiner Darstellung zu bereichern und glaubhaft zu machen. Ermuntert durch seinen Erfolg schuf er 1882 das Sittenbild Abschied der Auswanderer, wobei er erneut die Bildkulisse des ärmlichen rheinischen Gehöfts verwandte, sie nur aus einer anderen Perspektive darstellte. Auch zahlreiche Figuren des Vorgängerbildes verwendete er in dem neuen Motiv erneut. Beide Bilder stehen im Zusammenhang einer „Armeleute- und Totenmalerei“, die sich im 19. Jahrhundert aus der Tendenzmalerei des Vormärz entwickelt hatte.
Der Kunsthistoriker Adolf Rosenberg sah in dem Bild einen „psychologischen Moment“ aus dem Volksleben in der Nachfolge der Genremalerei von Benjamin Vautier dargestellt. Auch in Anbetracht des naturalistisch dezenten Kolorismus lobte er an ihm und Bokelmanns weiteren Schöpfungen „die schwere, ernste Atmosphäre des nebligen Nordens“. Sie dämpfe die Temperamente und mache „schwerfällig und eckig, was unter einer andern Sonne und einem freundlicheren Himmel heiter, lebensfreudig und heißblütig herausgekommen wäre.“ Gesellschaftskritik deutet sich in seinen Bildern allenfalls beiläufig an. Nach Rosenberg verstand sich Bokelmann als ein scharfer, aber unabhängiger Beobachter der gesellschaftlichen Wirklichkeit.
1881 wurde das Gemälde für die Sammlung des Museums der Provinz Hannover erworben und im Spätsommer/Herbst desselben Jahres auf der Ausstellung der Kunstakademie Berlin im Provisorischen Kunst-Ausstellungs-Gebäude präsentiert. 1883 war es auf der Internationalen Kunstausstellung im Münchner Glaspalast zum Verkauf ausgestellt. 1885 wurde es auf der Weltausstellung in Antwerpen gezeigt. Jacobus Reimers, der Direktor des Provinzialmuseums Hannover, publizierte das Gemälde noch 1892 als ein Hauptwerk seiner Galerie.